# 廉政追擊
《廉政追击》（英語：The ICAC Investigators 2000）是香港無綫電視（TVB）和香港廉政公署（ICAC）携手制作的节目，由五个独立的单元故事组成。
本劇與《廉政行動》系列不同的地方，在於本劇是嘗試以刻劃貪污者和調查人員的內心世界為主，且改編幅度較大，而並非完全以緊張刺激的查案過程為主線，故命名為《廉政追擊》，英文命名亦有「The」一字，與其他輯數不同。開場「廉政追擊」字樣分別以藍色及紅色區分金融界罪案及其他類別罪案，結尾亦分別採用《廉政行動》第三代主題音樂及《廉政追擊》原創音樂。

## 演員表

### 廉政公署人員
| 演員   | 角色         | 職位／暱稱                                                                               | 出現集數       |
| 黃錦燊 | 周展鵬       | ICAC首席調查主任                                                                         | 單元一至五     |
| 劉松仁 | 李天         | ICAC總調查主任                                                                           | 單元一         |
| 吳美珩 | Anna         | ICAC調查員                                                                               | 單元一         |
| 黃德斌 | Ken          | ICAC調查員 化名何世郎當臥底一年多調查毒品案 阿占的老大(同事) Anna男友 假裝與扒哥進行交易 | 單元一         |
| 吳家樂 | 阿占         | ICAC調查員 臥底 何世郎手下(同事)                                                         | 單元一         |
| 雷頌德 | 黃家安       | Andy ICAC調查員                                                                          | 單元二         |
| 劉愷威 | Peter        | ICAC調查員                                                                               | 單元二         |
| 馬德鐘 | Patrick Pang | ICAC調查主任                                                                             | 單元三         |
| 林 峯  | 阿新         | ICAC調查員                                                                               | 單元三         |
| 馮志豐 | 馮仔         | ICAC調查員 化名Franky到卡拉OK當臥底                                                      | 單元三         |
| 趙永洪 | 法蘭         | ICAC調查員                                                                               | 單元一、二、三 |
| 郭耀明 | Stephen      | ICAC調查員                                                                               | 單元五         |

### 單元一：《阿郎故事》（毒品與洗黑錢）
| 演員                 | 角色   | 關係／暱稱                                                                                  |
| 程小龍               | 扒哥   | 毒販 洗黑錢主謀 於第1集被捕                                                                 |
| 廖啟智               | 朱圖   | 陳家俊的表哥 銀行分行經理 阿燕前男友，後復合 為了幫阿燕開店，而與扒哥合作洗黑錢 於第1集被捕 |
| 蘇玉華               | 阿燕   | 朱圖前女友，後復合                                                                          |
| 謝天華               | 陳家俊 | 朱圖的表弟 愛賭博，欠下黑社會鉅額，後被逼洗黑錢 於第1集被捕                                 |
| 王維德               |        | 扒哥手下                                                                                    |
| 李忠希               | 王志文 | 世家銀行分行經理 被捕                                                                       |
| 梁克信 張俊平 梁俊傑 |        | 假買家                                                                                      |

### 單元二：《補習班》（警察升級試）
改編自1997年警長升級試貪污案
| 演員   | 角色      | 關係／暱稱                                                                |
| 陳 豪  | 鍾福茂    | 貓仔 香港警察 Andy小學學長 為升職警察參加補習班，後轉作污點證人指證涉案人 |
| 葉世榮 | 朱國能    | 現役警員 貓仔好友 為升職警察參加補習班，於第2集被捕                       |
| 李子奇 | 何榮基    | 何SIR 香港警察 鄭SIR表弟 補習班中間人，涉及貪污，於第2集被捕              |
| 江 漢  | 大鄭      | 鄭SIR 香港警察 警司 何榮基表哥 警長試考官，涉及貪污，於第2集被捕          |
| 王俊棠 | Hudson Ko | 香港警察 高SIR 綽號黑心狗                                                 |
| 焦 雄  | 吳中興    | 退休高級警員 何榮基好友 朱仔舅舅 補習班中間人，涉及貪污，於第2集被捕      |
| 葉佩雯 | 阿敏      | 鍾福茂女友                                                                |

### 單元三：《盜碼追蹤》（偽卡製造）
改編自1999年港英跨國偽卡製造案，本案總調查主任獲頒「1999年度最佳執法人員」獎項
| 演員   | 角色      | 關係／暱稱                                                              |
| 姚瑩瑩 | 明安琪    | Angie 明仔媽媽 萬里通職員 前夫欠下巨款，被迫盜取客戶資料，於第三集被捕  |
| 吳綺莉 | 莫小芝    | 恩恩媽媽 Angie好友 被迫盜取客戶資料，於第三集被捕                       |
| 曾偉權 | 伍鈺成    | 恩恩爸爸 貨車司機                                                       |
| 唐文龍 | 蘇德健    | 收帳王 行賄及煽動明安琪偷取電腦資料，於第三集被捕                       |
| 朱永棠 | 譚志成    | 偽卡集團車手 在卡拉OK盜取信用卡資料，於第三集被捕                       |
| 趙月明 | 曾美瓊    | 瓊姐 Henry Lim老婆 南洋華僑 偽卡集團幕後主腦，於第三集被捕              |
| 韓坤   | Henry Lim | 曾美瓊丈夫 南洋華僑 偽卡集團幕後主腦，藏匿於英國 於第三集被英國警方拘捕 |
| 馮志豐 | 馮仔      | ICAC調查員 化名Franky到卡拉OK當臥底                                     |

### 單元四：《超人老豆》（公務員兼職）
| 演員   | 角色   | 關係／暱稱 |
| 歐瑞偉 | 陳鏡文 | 公務員 屠豬場工作 晚上到夜總會當經理 賄賂阿鵬頂班，於第四集被捕，後被革職                                             |
| 鄧浩光 | 張余康 | 外號鹹余 陳鏡文、黃照堂、李新茂、馮達祥好友 水務署抄錶員 私下做兼職裝修工人，於第四集被捕，後被革職                   |
| 戴志偉 | 黃照堂 | 公務員 在房屋署擔任主任 拒絕透露房屋署機密給舅舅 陳鏡文、李新茂、馮達祥、張余康好友                                   |
| 劉家輝 | 李新茂 | 公務員 垃圾車車長 利用公家垃圾車賺外快，於第四集被捕，後被革職 陳鏡文、黃照堂、馮達祥、張余康好友                     |
| 陳伶俐 |        | 咸妻子 |
| 梁詠琳 |        | 文妻子 無法生育 |
| 呂 珊  |        | 堂妻子 |
| 陳秀珠 |        | 茂妻子 |
| 李岡龍 | 進哥   | |
| 梁建平 | 馮達祥 | 公務員 郵局工作 與郵票賣家關係良好，私下提供限量郵票給賣家，於第四集被捕，後被革職 陳鏡文、黃照堂、李新茂、張余康好友 |
| 蔡國慶 | 榮叔   | 堂舅父 裝修公司老闆 欲透過黃照堂得到房屋署標案的資訊，但失敗                                                          |
| 鄭 祖  | 阿國   | 公務員 跟茂同車，後因茂的所為要求調車                                                                                 |
| 古明華 | 阿鵬   | 公務員 屠豬場工作 收取陳鏡文金錢，幫他頂班                                                                            |
| 陳 琪  | 小雲   | 深圳按摩女郎 到廉政公署舉報張余康                                                                                     |

### 單元五：《足球夢》（踢假球）
改編自香港足球代表隊成員陸嘉榮、劉志遠、陳志強和韋君龍聯同原甲組星島隊球員陳子江於1998年世界盃外圍賽打假球案件
| 演員   | 角色   | 原型          | 關係／暱稱 |
| 張國強 | 陳永明 | 陳子江        | 甲組足球隊南洋中場／翼鋒 受何立基慫恿和威脅，要求范浩志、鄧志光及趙振華踢假球 於第五集被補                                                     |
| 葉尚華 | 莫權   | 郭家明 黎新祥 | 香港體育學院足球教練 |
| 陳建穎 | 趙振華 | 李偉文 韋君龍 | 甲組足球隊南洋前鋒 被陳永明要求在世界盃外圍賽踢假球，雖拒絕，但情緒受影響而錯失進球機會 於第五集被控告，後因控方證人的供詞前後有出入而被判無罪 |
| 張 雷  | 何立基 |               | 外圍莊家 慫恿及威脅陳永明踢假球 於第五集被補                                                                                                   |
| 朱咪咪 | 華 母  |               | 炒孖展欠下巨額 |
| 楊英偉 | 范浩志 | 陳志強        | 甲組足球隊南洋後衛 因賭博欠下巨額，接受陳永明的建議踢假球 於第五集被補                                                                         |
| 陳榮峻 | 鄧志光 | 陸嘉榮        | 甲組足球隊南洋守門員 投資股票虧損，接受陳永明的建議踢假球 於第五集被補                                                                         |

## 軼事
由於本劇並不是與《廉政行動》系列劇集一樣以查案為主線，而是以刻劃貪污者和調查人員的內心世界為主，且改編幅度較大，故命名為《廉政追擊》，英文命名亦有「The」一字，與其他輯數不同，亦因此劇中廉署調查員的證件並不跟隨當時的正式格式，改回以回歸前舊格式作出改動為主。此情況要到六年後的《廉政行動2007》開始才得以修正。
另外，自1978年起，除1989年的《廉政先鋒》第三輯及1992年的《廉政行動》，調查主任的名字會繼續沿用，同時亦由相同演員參與演出，如劉松仁飾演的「李天」、黃錦燊飾演的「周展鵬」（1981年《廉政先鋒》第一輯時稱為Bob周）等。由2004年的《廉政行動2004》起不再沿用以上安排。

## 外部連結
- 廉政頻道（香港廉政公署） （页面存档备份，存于）
- 網頁

| 香港 無綫電視翡翠台 星期一至五 14:35－15:35 | 香港 無綫電視翡翠台 星期一至五 14:35－15:35 | 香港 無綫電視翡翠台 星期一至五 14:35－15:35 |
| ------------------------------------------- | ------------------------------------------- | ------------------------------------------- |
|                                             | 廉政追擊 （2004年8月6日－2004年8月11日）    |                                             |
| 烈火雄心 （2004年6月7日－2004年8月5日）     | 骗中傳奇 （2004年8月23日－2004年9月22日）   |                                             |